# Glenville (ort i Irland)
Glenville (iriska: Gleann an Phréacháin) är en ort i republiken Irland.   Den ligger i grevskapet County Cork och provinsen Munster, i den södra delen av landet, 210 km sydväst om huvudstaden Dublin. Glenville ligger 150 meter över havet och antalet invånare är 489.
Terrängen runt Glenville är platt åt sydost, men åt nordväst är den kuperad.Runt Glenville är det ganska tätbefolkat, med 160 invånare per kvadratkilometer. Närmaste större samhälle är Cork, 16,5 km söder om Glenville. Trakten runt Glenville består i huvudsak av gräsmarker.